# 銀河市民
『銀河市民』（ぎんがしみん、原題：Citizen of the Galaxy ）は、アメリカのSF作家ロバート・A・ハインラインにより、1957年に刊行されたSF小説。日本語版は野田昌宏訳が初め立風書房より出版され（1969年）、その後早川書房により文庫化（1972年）された。

## 概要
元は米国のサイエンスフィクション雑誌『アスタウンディング』に1957年9月から12月に連載されていた小説。同年に纏められ、厚表紙で出版された。ラドヤード・キップリングの『少年キム』という小説に触発されたものだと言われているためか、ハインラインの入門書としては老若男女にとって適当なところである。他のハインラインの小説と同様に、作者が病気のために若くして去らねばならなかった、米海軍士官時代の時代背景と懐古の念に影響されている。

## あらすじ
「物件97号」の声とともに、出てきたのは病人のような少年だった。ここ惑星サーゴンでは、奴隷船で運ばれた人間の競りが行われていた。誰も手を出そうとしないその少年を落札したのは、隻眼で片足の老乞食バスリムだった。バスリムとの生活で、その少年ソービーはだんだんと健康を回復していった。バスリムは乞食に似合わないほどの、知識と人脈を持っていた。彼は、義眼と義足をつけ、かつらで変装して、何かの活動をしていることがあった。ソービーに秘密裏の伝言を頼むこともあった。バスリムはかつて宇宙軍の重要な地位にいて、何かの調査をしていたのだ。ソービーはバスリムから教育を受け、知識を蓄えていった。ある日、バスリムが殺された。その真相は、敵に捕まる前に、自ら服毒自殺をしたようであり、死に顔には微笑を浮かべていたらしい。生前のバスリムに、知らない言語による伝言を託されていたソービーは、恒星間宇宙船シス号のクラウサ船長にそれを伝えた。その内容はこうだった。「私の息子（養子）を銀河連邦宇宙軍の司令に引き渡し、連邦市民の遭難者であることを告げ、その家族を探してもらいたい」。クラウサ船長は、「バスリムからの借りを返す」と言って、ソービーを宇宙船に乗せることにした。警戒の厳重な宇宙港へ、ソービーは貨物に紛れて忍びこみ、船は無事にサーゴンから離陸して、次の目的地に向かった。シス号は自由交易者の宇宙船で、一つの家族80人あまりで運航されていた。家族が増えたときには、新しい宇宙船を手に入れて分家にするので、シス号のような交易船は、現在では何百隻もあるらしかった。

## 日本語訳書誌情報
『銀河市民』　野田昌宏訳　ハヤカワ文庫SF　SF70　1972年10月31日